# 山瀬まみ・藤田朋子のおませなふたり
『山瀬まみ・藤田朋子のおませなふたり』（やませまみ・ふじたともこのおませなふたり）は、一部のテレビ朝日系列局で放送されていたテレビ朝日製作のトークバラエティ番組である。全40回。製作局のテレビ朝日では1991年10月16日から1992年9月16日まで、毎週水曜 19:00 - 19:30分（日本標準時）に放送。

## 概要
山瀬まみと藤田朋子が司会を務めていた番組で、彼女たちが共同生活を始めたという設定の下、毎回ゲストを招いて行われていた。
ローカルセールス枠での放送だった。

## 出演者

### 司会
- 山瀬まみ
- 藤田朋子

### レギュラー
- 間寛平

### ゲスト
| 回 | サブタイトル                                                        | ゲスト                                               | エンディング曲 |
| -- | ------------------------------------------------------------------- | ---------------------------------------------------- | --- |
| 1  | 「我引越ニ成功セリ」の巻                                            | 関根勤                                               | 他人の関係、恋のダイヤル6700 |
| 2  | 「管理人さん誘拐事件！宇津井健刑事登場!!」の巻                      | 宇津井健、関根勤                                     | 恋のフーガ |
| 3  | 「ハロウィンだ!!何でもやります所ジョージ商店」の巻                  | 所ジョージ                                           | |
| 4  | 「エッ！結婚？寿コンサルタント和田アキ子登場」の巻                  | 和田アキ子、 そのまんま東                            | わたしの彼は左きき |
| 5  | 「これで家庭も明るく！そのまんま東 新家庭生活法」                   | 和田アキ子、そのまんま東                             | てんとう虫のサンバ、いい日旅立ち |
| 6  | 「あなたもきれいに強くなれる！ウルトラマン登場!!」の巻              | ウルトラマン、関根勤                                 | 木綿のハンカチーフ |
| 7  | 「さすが芸達者!!街のアーティスト松尾貴史登場」の巻                  | 松尾貴史                                             | 手紙 |
| 8  | 全部見せます 懐かしのテレビ 森末慎二登場                            | 森末慎二                                             | 年下の男の子 |
| 9  | サンタが家にやって来た!!今夜はちゃんこでXmas                        | ヒロミ、蔵間、橘家圓蔵                               | 星に願いを |
| 10 | 野菜をとらにゃ いかんぜよ！行商おばさん林家こぶ平登場!!             | 林家こぶ平（現・九代目林家正蔵）                     | 天使の誘惑、北酒場 |
| 11 | いきなり部屋にロケ隊が！ドラマ監督 柳沢慎吾登場!!                   | 柳沢慎吾                                             | なごり雪 |
| 12 | 噂の真相を追究！刑事 渡辺正行登場!!                                 | 渡辺正行                                             | 迷い道 |
| 13 | 聞かせて！聞かせて！隣のおばさん 小堺一機がやってきた!!             | 小堺一機、相原勇                                     | まちぶせ |
| 14 | ワーッ！雪だ！スキーだ！ 相原勇の恋人は？                           | 相原勇、松尾伴内                                     | SWEET MEMORIES |
| 15 | 雑誌の取材がやってきた！フリーライター東ちづる登場!!                | 東ちづる、そのまんま東                               | 飛んでイスタンブール |
| 16 | 管理人 間寛平大暴れ！吉本ギャグ軍団乱入!!                           | 関根勤、坂田利夫、西川きよし                         | わたしの青い鳥 |
| 17 | わぁ〜 キレイ！女優の素顔は？賀来千香子登場                         | 賀来千香子、松尾貴史                                 | どうぞこのまま |
| 18 | アレッ？谷村新司さんじゃありません？若松親方もようこそ              | 谷村新司、若松親方                                   | 『いちご白書』をもう一度 |
| 19 | 芸能人御用達！ファッションコーディネーター美川憲一登場              | 美川憲一、橘家圓蔵                                   | 虹をわたって |
| 20 | 一足早いお花見会 飲んで歌って大騒ぎ！                               | 相原勇、橘家圓蔵、そのまんま東、林家こぶ平、横森良造 | 贈る言葉 |
| 21 | 男同士のキスの味… 時任三郎・柳沢慎吾 愛という名のもとに             | 時任三郎、柳沢慎吾                                   | プレイバックPart2 |
| 22 | 熱き男・吉田栄作 すべて話そう！俺の恋愛・ドラマ…                    | 吉田栄作                                             | 心の旅 |
| 23 | サッカー選手は大人気！ラモス、武田登場                              | ラモス瑠偉、武田修宏                                 | 草原の輝き、異邦人 |
| 24 | 憧れの西城秀樹！歌って踊って楽しいな…                               | 西城秀樹                                             | HIDEKIメドレー （激しい恋、情熱の嵐、ギャランドゥ、傷だらけのローラ、YOUNG MAN）                                                         |
| 25 | 昔はプレイボーイ 今は良きパパ？津川雅彦登場                         | 津川雅彦                                             | 芽ばえ |
| 26 | どこまでホント？和田アキ子伝説の真相を追求…                         | 和田アキ子                                           | 乙女座宮 |
| 27 | ホントは紳士？あぶない中年 山城新伍登場                             | 山城新伍                                             | 渚のバルコニー |
| 28 | 今夜はパジャマパーティー!!西田ひかるとないしょ話                    | 西田ひかる                                           | 情熱の花 |
| 29 | いらっしゃ〜い！吉本興業商品番号2番 桂三枝登場                      | 桂三枝（現・六代目桂文枝）                           | そっとおやすみ |
| 30 | 超爆笑！三田佳子 女優は大変なのよ PTAはもっと…                      | 三田佳子                                             | 真夏の出来事 |
| 31 | 超特集！懐かしアイドル一挙公開!!山瀬＆ヒロミの芸能界ウラ話          | ヒロミ                                               | アイドルメドレー （ハッとして!Good、狼なんか怖くない、アル・パシーノ＋アラン・ドロン＜あなた、僕笑っちゃいます、なんてったってアイドル） |
| 32 | 超特集！懐かしのギャグ・バラエティー ぜ〜んぶ見せます！             | 京本政樹                                             | 夏のお嬢さん |
| 33 | 超特集！懐かしアニメ ボクらはみんなアニメっ子だい！                 | 林家こぶ平                                           | アニメ・メドレー （キャンディ・キャンディ、アタックNo.1、一休さん、ひみつのアッコちゃん、おしえて（アルプスの少女ハイジ））              |
| 34 | 夏は何といってもダイエット！これで水着も安心…？                     | 千堂あきほ                                           | 暑中お見舞い申し上げます |
| 35 | お盆特集！おばけ・妖怪・悪魔くん み〜んな集まれ!!                   | 林家こぶ平、中條かな子                               | 魔界ものメドレー （ゲゲゲの鬼太郎、おれは怪物くんだ、オバケのQ太郎、魔女っ子メグちゃん）                                                 |
| 36 | 女は度胸！渡る世間に鬼はなし!?泉ピン子登場！                        | 泉ピン子                                             | 風 |
| 37 | わ〜い夏休み！南の島から残暑お見舞い                                | ゲスト無し                                           | 歌無し |
| 38 | 親という字は… 説教大好き？九州男児 武田鉄矢登場                     | 武田鉄矢                                             | 時代 |
| 39 | 慎吾さん ご結婚！布川さん 長男誕生おめでとう!!今夜は結婚を徹底追求… | 柳沢慎吾、布川敏和                                   | あなた |
| 40 | 楽しかったね！いろんな出会いをありがとう!!                          | 宇津井健                                             | オリビアを聴きながら |

## スタッフ
- 構成：詩村博史、腰山一生、山本宏章、川野孝弘／岡孝二郎（ホリプロ）
- 技術：宮崎輝夫
- 映像：勝屋一朗
- 音声：粕谷真昭
- 照明：菅原祐
- 効果：中村充
- 美術デザイン：石上久、池上隆
- 美術進行：星野和久
- 大道具：内立元章
- 小道具：益子尚正
- 消え物：原田恵津子
- 編集：田野口彰吾
- MA：今泉兼一朗
- タイトル：安田達夫
- TK：山岸弘子
- スタイリスト：川股千明、菅野由美子
- ディレクター：山本隆司
- プロデューサー・ディレクター：川端信晃
- 技術協力：テイクシステムズ
- 美術協力：テレビ朝日クリエイト
- 制作著作：テレビ朝日

## ネット局
| 放送対象地域  | 放送局           | 系列                                         | 備考   |
| ------------- | ---------------- | -------------------------------------------- | ------ |
| 関東広域圏    | テレビ朝日       | テレビ朝日系列                               | 製作局 |
| 北海道        | 北海道テレビ     | テレビ朝日系列                               |        |
| 青森県        | 青森朝日放送     | テレビ朝日系列                               |        |
| 宮城県        | 東日本放送       | テレビ朝日系列                               |        |
| 福島県        | 福島放送         | テレビ朝日系列                               |        |
| 新潟県        | 新潟テレビ21     | テレビ朝日系列                               |        |
| 長野県        | 長野朝日放送     | テレビ朝日系列                               |        |
| 静岡県        | 静岡朝日テレビ   | テレビ朝日系列                               | [ 1 ]  |
| 石川県        | 北陸朝日放送     | テレビ朝日系列                               |        |
| 中京広域圏    | 名古屋テレビ     | テレビ朝日系列                               |        |
| 近畿広域圏    | 朝日放送         | テレビ朝日系列                               |        |
| 広島県        | 広島ホームテレビ | テレビ朝日系列                               |        |
| 香川県 岡山県 | 瀬戸内海放送     | テレビ朝日系列                               |        |
| 福岡県        | 九州朝日放送     | テレビ朝日系列                               |        |
| 長崎県        | 長崎文化放送     | テレビ朝日系列                               |        |
| 熊本県        | 熊本朝日放送     | テレビ朝日系列                               |        |
| 大分県        | テレビ大分       | 日本テレビ系列 フジテレビ系列 テレビ朝日系列 |        |
| 鹿児島県      | 鹿児島放送       | テレビ朝日系列                               |        |